# Lepidosaphes cycadicola
Lepidosaphes cycadicola är en insektsart som beskrevs av Kuwana in Kuwana och Muramatsu 1931. Lepidosaphes cycadicola ingår i släktet Lepidosaphes och familjen pansarsköldlöss. Inga underarter finns listade i Catalogue of Life.